# Léon (Sparte)
Pour les articles homonymes, voir Léon.

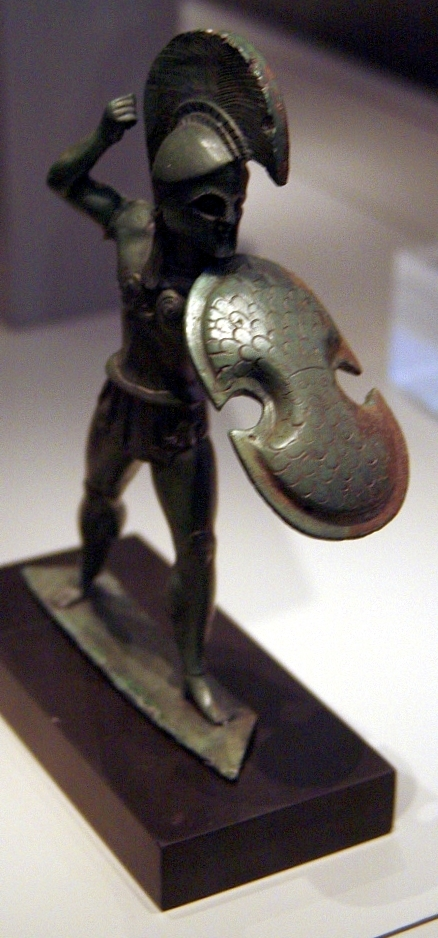
Statuette en bronze d'un guerrier spartiate.

Léon (en grec ancien Λεών) est un roi de Sparte, 14e souverain de la dynastie des Agiades. Il succède à son père Eurycratidès. Sous son règne, les guerriers spartiates semblent avoir surtout connus des échecs,.
C'est son fils Anaxandridas qui prend ensuite sa place.

## Sources
1. ↑  « Anaxandre fut père d'Eurycrate second, et celui-ci de Léon; les Lacédémoniens, sous le règne de ces deux princes, éprouvèrent presque toujours des échecs dans la guerre qu'ils faisaient aux Tégéates. » Pausanias, Description de la Grèce [détail des éditions] [lire en ligne] III, 3, 5
2. ↑  « En effet, sous le règne de Léon et d'Agasiclès, les Lacédémoniens, vainqueurs dans leurs autres guerres, avaient échoué contre les seuls Tégéates. » Hérodote, Histoire, I, 65 Hérodote : livre I : Clio (bilingue)